# اچ‌دی ۴۳۰۸
جزئیاتجرم۰.۸۳ M☉ شعاع۰.۹۲ R☉درجه حرارت۵۵۹۷ کلوین
نام‌گذاری‌های دیگر
ارجاعات پایگاه‌های دادهسیمباداطلاعاتARICNSاطلاعاتدانشنامهٔ سیاره‌های
فراخورشیدیاطلاعات

اچ‌دی ۴۳۰۸ یک ستاره است که در صورت فلکی توکان قرار دارد.